# TV.com
TV.com是CBS Interactive旗下的网站。该网站于2005年6月1日上线，取代了著名的TV Tome网站。

## 模式
该站涵盖电视信息，主要关注在美国、英国、加拿大、澳大利亚、新西兰、爱尔兰和日本制作或播放的英文节目。除了单集介绍外，还包括以美国为主的新闻、评论、采访、照片、视频、论坛、节目单以及其他功能。
该站是美国CBS Interactive娱乐集团旗下的之一，和其他该品牌旗下的站点（GameFAQs、GameSpot、MP3.com和MovieTome）使用同一帐号系统。用户可以创建个人资料页，并可以追踪电视节目。会员可以通过提供单集回顾、花絮、演职员以及其他信息为网站做贡献。
2008年12月16日，CBS Interactive表示，该站将会重新设计，以突显高清视频区和全集在线观看等新功能。新的TV.com同商业视频网站Hulu相仿。
CNET曾在20世纪90年代中期活的该域名（还包括其他域名，如news.com、radio.com等），当时是为展示该公司与技术相关的电视节目。其中有一个节目的名字即命名为《TV.com》，在节目中为新型而随性的电脑用户展示了互联网的优点。